# Raoul Giordan
Pour les articles homonymes, voir Giordan.
 (mai 2010).
Si vous disposez d'ouvrages ou d'articles de référence ou si vous connaissez des sites web de qualité traitant du thème abordé ici, merci de compléter l'article en donnant les références utiles à sa vérifiabilité et en les liant à la section « Notes et références ».
Raoul Giordan, né le 22 février 1926 à Nice, et mort le 18 janvier 2017 à Cagnes-sur-Mer, est un auteur de bande dessinée et peintre français actif à partir de 1946 qui travaillait souvent avec son aîné Robert (1922-1984) sous la signature R. R. Giordan.
Auteur d'innombrables histoires d'aventure en tous genres, il a été de 1952 à 1983 un pilier des éditions Artima, renommée Arédit en 1962, principale maison d'édition francophone de petits formats. Sa création la plus célèbre sont Les Conquérants de l'Espace, saga de science-fiction publiée de 1953 à 1967 dans le mensuel Meteor.
À partir de 1975, Raoul Giordan commence à se reconvertir dans la peinture. Il abandonne la bande dessinée en 1983, n'y revenant qu'avec parcimonie ensuite.

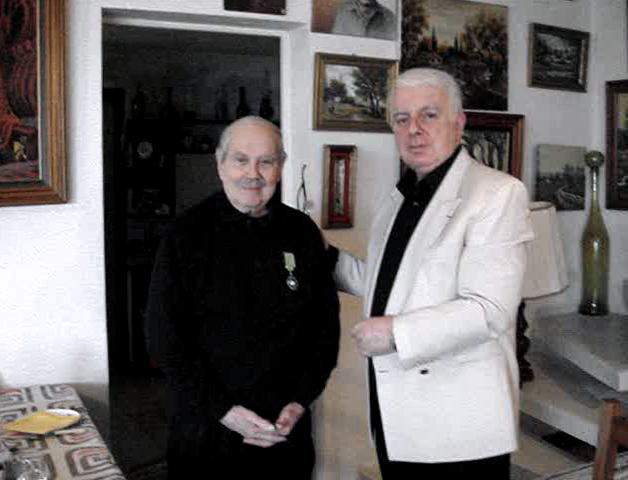
2012 - Raoul Giordan, fait Chevalier dans l'Ordre des Arts et des Lettres.

## Biographie
Entrés chez Artima en 1952, les deux frères travaillent d'abord ensemble pour Audax (Tom Tempest) et Ardan (Tim l'Audace), se partageant découpage, crayonnage, encrage et décors de séries de western ou de brousse.
Mais, dès 1953, leurs chemins se séparent : Robert, dessine seul les aventures de guerre de Vigor, cependant que Raoul, entame la geste interstellaire de Météor. Les deux frères continuent cependant à utiliser une signature commune, RR Giordan, dans leurs séries respectives. Raoul travaille jusqu'à 16 heures par jour pour produire son Météor mensuel. Aux soucis financiers — il est très mal rétribué et il doit acheter lui-même son Météor à la librairie du coin — s'ajoutent des pressions exercées sur l'éditeur par la Commission de Contrôle des Publications Destinées à la Jeunesse. Ses planches sont souvent somptueusement décoratives, extrêmement imaginatives dans la description de formes de vie exotiques.
Vers 1983, après avoir adapté de nombreux romans du Fleuve noir (Anticipation) pour Aredit, Raoul Giordan déserte la bande dessinée et se reconvertit à la peinture, essentiellement paysagiste, mais aussi dans un style proche de la « Fantasy ». Il réalise plusieurs tableaux mettant en scène le trio de Météor. Toutefois, il revient brièvement à la BD en 1993 en publiant chez Claude Lefrancq l'album Space Gordon, les 7 périls de Corvus, sur un scénario d'André-Paul Duchâteau. 
Ce même éditeur, regroupe de 1990 à 1996 en album les tout premiers Meteor (1 à 23), les deux premiers tomes sous une forme propre, et les deux suivants calquant la présentation du « Tout Buck Danny ». La série est interrompue au quatrième album, et les albums publiés rapidement bradés. Un cinquième album, broché, est édité en 2008 par les éditions Ananké et la série se poursuit chez cet éditeur.
Il réside à La Colle-sur-Loup, un petit village du sud de la France. Il est mort le 18 janvier 2017.

## Séries en petit format
- Tom Tempest
- Tim l'Audace
- Météor